# Луис Мигель
Луис Мигель Гальего Бастери (исп. Luis Miguel Gallego Basteri, род. 19 апреля 1970, Пуэрто-Рико) — один из наиболее популярных исполнителей в Латинской Америке. Он широко известен романтическим стилем исполнения песен и удивительно красивым голосом. Поклонники певца дали ему прозвище Эль Соль де Мехико (исп. El Sol de Mexico — «Солнце Мексики»). Луис Мигель — обладатель девяти наград «Грэмми» — продал более шестидесяти миллионов дисков.

## Биография

### Ранние годы
В годы детства его отец, который одновременно исполнял обязанности его менеджера, настоятельно рекомендовал ему просматривать и анализировать практически все фильмы, записи и живые выступления Элвиса Пресли.
Отец Луиса Мигеля Луисито Рей — испанский певец и гитарист, пользовался широкой популярностью в 1960-х годах. Его мать, итальянская актриса Марчелла Бастери, исчезла при таинственных обстоятельствах в 1986 году.

### Начало карьеры
Артистическая карьера Луиса Мигеля началась очень рано, когда ему было всего 11 лет. Между 1982 и 1984 годами, Луис Мигель записал четыре альбома: «El Sol», «Directo Al Corazon», «Decidete» и «Palabra de Honor», снялся в своём первом кинофильме «Ya Nunca Mas», разъезжал с сольными концертами по Южной Америке, и стал обладателем семи золотых дисков, двойного платинового диска, полученного в Мексике, и платинового диска, выпущенного в Аргентине.
Первый значительный международный успех к нему пришёл в 1985 году, в Италии, когда он стал лауреатом Фестиваля Песни в Сан-Ремо за исполнение песни итальянского композитора Тото Кутуньо «Noi Ragazzi di Oggi». В том же году он издал свой единственный альбом на итальянском языке «Luis Miguel Canta In Italiano» и получил первый приз «Грэмми» за песню «Me Gustas Tal Como Eres», которую записал вместе с Шиной Истон.
Он также снялся во втором кинофильме: «Fiebre de Amor».
В 1987 году Луис Мигель начинает сотрудничать с композитором Хуаном Карлосом Кальдероном и выпускает свой 5-й альбом «Soy Como Quiero Ser», который принёс ему 8 золотых и 5 платиновых дисков. В 1987 году молодой певец выпустил последний альбом под руководством Луисито Рея — «Un Hombre Busca Una Mujer». Он решил окончательно отстранить отца от управления своей карьерой.

### 1990-е
Луис Мигель записывает один из самых популярных альбомов: «20 Años», шесть песен из этого альбома вошли одновременно в сотню лучших в Мексике. В этом году Луис Мигель стал лауреатом премии «European Excellence» в Испании, «Best Selling Artist» в Монте Карло (Монако), и двух премий на фестивале «Viña del Mar» в Чили.
В 1991 году Луис Мигель выпустил собрание классических латинских болеро «Romance», а в следующем году он становится лауреатом «Грэмми» в категории «Лучший латиноамериканский поп альбом» за альбом «Aries».
В 1994 году Луис Мигель записал дуэт с легендарным певцом Фрэнком Синатрой для альбома «Дуэты II». Для этого дуэта он выбрал американскую классическую тему «Come Fly With Me». В этом же году он выпустил продолжение своего предыдущего сборника болеро — альбом «Segundo Romance», получил премию «Best Selling Latin Artist of the Year» в Монте Карло, и в третий раз стал лауреатом премии «Грэмми» в категории «Лучшее мужское исполнение латиноамериканской поп музыки».
В 1995 году Луис Мигель выпустил альбом и видео «El Concierto», а также был приглашен выступать на Юбилейном концерте в честь восьмидесятилетия Фрэнка Синатры.
В 1996 году вышел альбом «Nada Es Igual», а 26 сентября того же года в возрасте 26 лет он получил звезду на тротуаре Голливудской аллеи славы.
В 1997 Луис Мигель выпустил свой третий альбом болеро «Romances», за который получил свой четвёртый граммофончик «Грэмми» в категории «Лучший латиноамериканский поп альбом» и третью премию «Best Selling Latin Artist of the Year» в Монте Карло.
В 1999 году Луис Мигель записал свой лучший поп-альбом «Amarte Es Un Placer». В состав альбома вошли произведения Армандо Мансанеро, Хуана Карлоса Кальдерона, а также песни авторства самого исполнителя. Этот альбом принёс ему три награды «Грэмми Латино»: «Альбом года», «Лучший альбом», «Лучший поп-вокалист» за исполнение песни «Tu Mirada».

### 2000-е и дальнейшая карьера
Весной 2001 года Луис Мигель был удостоен премии «Биллборд Латино» в категории «Лучший поп альбом» за альбом «Vivo». В том же году он выпускает новый альбом «Mis Romances», который завоевал ему награду «Биллборд Латино» в категории «Лучший поп альбом».
В сентябре 2002 года, Луис Мигель получил специальное вознаграждение, «Lunas del Auditorio», отличающее его 20-летнюю артистическую карьеру. Вручение награды состоялось в Национальной Аудитории Мексики.
В период времени между 2003 и 2004 годами Луис Мигель получил две награды «Биллборд Латино» в категории «Лучшее латиноамериканское турне года» за гастроли в поддержку альбомов «Mis Romances» и «33».
В конце 2004 года вышел его первый альбом посвященный мексиканской региональной музыке: «Mexico en La Piel». Презентация альбома состоялась в Мехико (Мексика), в Национальном Музее Искусства. Альбом имел рекордный успех — в течение первой недели после выпуска альбома было распродано более 800 000 экземпляров.
Альбом «Mexico en la Piel» принес певцу много наград: Биллборд Латино «Альбом года в категории региональная мексиканская музыка, мужчины» (2005), Грэмми Латино в категории «Лучший альбом музыки ранчера» (2005), Грэмми в категории «Лучший мексиканский/американский альбом» (2006), Биллборд Латино в категории «Лучшее латиноамериканское турне года» (2006). Концертное турне Луиса Мигеля Mexico en la Piel получило номинацию Billboard Touring Awards в категории «Самые высокие доходы».
В ноябре 2006 года вышел следующий альбом Луис Мигеля -«Navidades Luis Miguel», сборник рождественских песен, который был номинирован на приз «Грэмми» в категории «Лучший латиноамериканский альбом».
В мае 2008 года Луис Мигель выпустил свой новый альбом «Cómplices» (Соучастники), в состав которого вошли не изданные ранее песни Мануэля Алехандро.
«Cómplices» завоевал успех в целом мире с первых дней после его выпуска.
В Мексике, только в первый день было продано более 320 000 копий диска. Кроме того Луис Мигель дебютировал в Billboard 200 на 10 месте.
Луис Мигель начал гастрольный тур «Cómplices 2008» в Сиэтле 3 сентября. Согласно официальному сообщению его дискографии, турне Луиса Мигеля включает в себя 55 концертов по странам Северной и Южной Америки. Певец планирует дать 40 концертов только в Соединенных Штатах. В течение всего сентября и до начала декабря, Луис Мигель посетит города Калифорнии, Колорадо, Техаса, Нью-Йорка, Флориды и других штатов, а также представит свой репертуар в Канаде, Доминиканской Республике, Пуэрто-Рико, Чили, Аргентине, и Уругвае.
Журнал «Pollstar» посчитал новый рейтинг 50-ти самых кассовых концертных туров в Северной Америке за последнее десятилетие. Луис Мигель заработал за этот период 137 миллионов долларов и занял 38-е место. Луису Мигелю удалось также войти в список 50 самых успешных гастролирующих артистов 2009 заработавшему за прошлый год на концертах 18,5 миллиона долларов. Надо заметить, что Луис Мигель является единственным латиноамериканским исполнителем в этих списках.
Луис Мигель «коронован», как лучший артист Латинской Америки за последние 25 лет, следуя журналу Билборд с его последним перечнем лучших за 1986—2011 годы, «обогнав» диву Шакиру среди прочих артистов. Были просчитаны первые места и победы на радио всех артистов, и Луис Мигель стал тем, кто занял первое место. И основной причиной стало, что ни больше ни меньше, а 843 недели он находился в списках популярности Билборда. По этим данным Луис Мигель победил Энрике Иглесиаса, который оказался на втором месте, Кристиан Кастро на третьем и, что невероятно, ещё ниже оказались Шакира и Рикки Мартин. По данным "Pollstar" Луис Мигель вошёл в пятерку самых успешных гастролеров по Северной Америке за первую половину 2011 года. Единственный из всех латинских исполнителей он занял 5-е место, уступая только U2,Lady Gaga, Bon Jovi и Kenny Chesny.

### Личная жизнь
Луис Мигель — папа троих детей. Первой дочерью является Мишель, родившаяся 13 июня 1989 года от его связи со Стефани Салас. Его сыновья, Мигель и Даниэль, появились на свет соответственно 1 января 2007 года и 18 декабря 2008 года от его отношений с актрисой Арасели Арамбула.

## Изданные альбомы
Warner Music Group
1. ¡México Por Siempre! (2017)
2. Luis Miguel (2010)
3. No Culpes a la Noche — Club Remixes (2009)
4. Complices (2008)
5. Navidades Luis Miguel (2006)
6. Luis Miguel — Grandes Exitos (2005)
7. Mexico En La Piel (2004)
8. 33 (2003)
9. Mis Boleros Favoritos (2002)
10. Mis Romances (2001)
11. Vivo (2000)
12. Amarte Es Un Placer (1999)
13. Romances (1996)
14. Nada Es Igual (1996)
15. El Concierto (1995)
16. Segundo Romance (1995)
17. Aries (1993)
18. America & En Vivo (1992)
19. Romance (1991)
20. 20 Años (1990)
21. Busca Una Mujer (1988)
22. Soy Como Quiero Ser (1987)

EMI
1. Tambien Es Rock (1987)
2. Fiebre De Amor (1985)
3. Luis Miguel Canta In Italiano (1985)
4. Ya Nunca Mas (1984)
5. Palabra De Honor (1984)
6. Decidete (1983)
7. Directo Al Corazon (1982)
8. El Sol (1982)

## Дуэты
1. Lucero «Todo El Amor Del Mundo» (альбом «Fiebre de Amor»)
2. Sheena Easton «Me Gustas Tal Como Eres»
3. Laura Branigan «Sin Hablar» (альбом «Soy Como Quiero Ser»)
4. Rocio Banquells «No Me Puedo Escapar De Ti» (альбом «Soy Como Quiero Ser»)
5. Фрэнк Синатра «Come Fly With Me» (альбом «Duets II»)

## Сотрудничество c другими музыкантами
1. «Tower of Power» «Que Nivel De Mujer» (альбом «Aries»)
2. Royal Philharmonic Orchestra (альбом «Mis Romances»)
3. «Take 6» «Te Necesito» (альбом «33»)
4. Mariachi Vargas De Tecalitlan (альбом «Mexico en la Piel»)

## Фильмография
1. Ya nunca más (1984)
2. Fiebre de amor (1985)
3. Un Año De Conciertos (1991)
4. El Concierto (1995)
5. Vivo (2000)
6. Grandes Exitos Videos (2005)

## Награды
| Год  | Категория                                               | Альбом / Песня          | Награды                     |
| ---- | ------------------------------------------------------- | ----------------------- | --------------------------- |
| 1984 | Лучшая латиноамериканская запись                        | Me gustas Tal Como Eres | Грэмми                      |
| 1990 | Best Selling Latin Artist                               |                         | World Music Award           |
| 1991 | Best Selling Latin Artist                               |                         | World Music Award           |
| 1992 | Best International Video                                | América América         | MTV Video Music Awards      |
| 1992 | Best Album                                              | Romance                 | Billboard Award             |
| 1993 | Best Album and Best Spanish-Singing Artist              | Aries                   | Billboard Award             |
| 1993 | Лучший латиноамериканский поп альбом                    | Aries                   | Грэмми                      |
| 1994 | Лучшее мужское исполнение латиноамериканской поп музыки | Segundo Romance         | Грэмми                      |
| 1994 | Best Selling Latin Artist of the Year                   |                         | World Music Award           |
| 1997 | Лучший латиноамериканский поп альбом                    | Romances                | Грэмми                      |
| 1998 | Лучший латиноамериканский поп альбом                    | Romances                | Биллборд Латино             |
| 1998 | Best Selling Latin Artist of the Year                   |                         | World Music Award           |
| 2000 | Альбом года                                             | Amarte es un Placer     | Грэмми Латино               |
| 2000 | Лучшая песня                                            | Tu Mirada               | Грэмми                      |
| 2000 | Лучший альбом                                           | Amarte es un Placer     | Грэмми Латино               |
| 2001 | Лучший поп альбом                                       | Vivo                    | Биллборд Латино             |
| 2002 | Лучший поп альбом                                       | Mis Romances            | Биллборд Латино             |
| 2003 | Лучшее латиноамериканское турне года                    | Mis Romances            | Биллборд Латино             |
| 2005 | Лучший альбом музыки ранчера                            | México en la Piel       | Грэмми Латино               |
| 2005 | Лучший мексиканский/американский альбом                 | México en la Piel       | Грэмми                      |
| 2005 | Альбом года, региональная мексиканская музыка, мужчины  | México en la Piel       | Биллборд Латино             |
| 2006 | Лучшее латиноамериканское турне года                    | México en la Piel       | Биллборд Латино             |
| 2018 | Лучшее латиноамериканское турне года                    | ¡México Por Siempre!    | Latin American Music Awards |
| 2018 | Альбом года                                             | ¡México Por Siempre!    | Грэмми Латино               |
| 2018 | Лучший альбом музыки ранчера                            | ¡México Por Siempre!    | Грэмми Латино               |
| 2019 | Лучший альбом мyзыки ранчера                            | ¡México Por Siempre!    | Грэмми                      |
| 2019 | Лучшее латиноамериканское турне года                    | ¡México Por Siempre!    | Latin American Music Awards |

## Другие предприятия
Чилийская винодельческая компания Viña Ventisquero в конце 2005 года выпустила новую марку вина из сорта винограда Каберне Совиньон, которой Луис Мигель дал своё имя — Unico Luis Miguel.
В мае 2007 года Луис Мигель подписал контракт с GICSA, крупнейшей мексиканской фирмой по продаже недвижимости, через которую он участвует в строительстве «Острова Акапулько», роскошного курорта, кондоминиума и spa в Акапулько.